# Ibateguara (ort)
Ibateguara är en ort i Brasilien.   Den ligger i kommunen Ibateguara och delstaten Alagoas, i den östra delen av landet, 1 500 km nordost om huvudstaden Brasília. Ibateguara ligger 440 meter över havet och antalet invånare är 8 755.
Terrängen runt Ibateguara är kuperad åt sydväst, men åt nordost är den platt. Närmaste större samhälle är São José da Laje, 13,7 km väster om Ibateguara.
Omgivningarna runt Ibateguara är en mosaik av jordbruksmark och naturlig växtlighet. Runt Ibateguara är det ganska tätbefolkat, med 83 invånare per kvadratkilometer.